# Роуздејл (Њу Мексико)
Роуздејл (енгл. Rosedale) насељено је место без административног статуса у америчкој савезној држави Њу Мексико.

## Демографија
По попису из 2010. године број становника је 394.
| Група             | 2000.    | 2010.       |
| Белци             | 0 (0,0%) | 249 (63,2%) |
| Афроамериканци    | 0 (0,0%) | 6 (1,5%)    |
| Азијати           | 0 (0,0%) | 1 (0,3%)    |
| Хиспаноамериканци | 0 (0,0%) | 135 (34,3%) |
| Укупно            | 0        | 394         |